# Burg Freundetrost
Die Burg Freudentrost ist eine abgegangene Höhenburg auf einer 525 m ü. NN hohen Bergkuppe unweit der Eder 3,5 km westsüdwestlich der Stadt Hatzfeld im Landkreis Waldeck-Frankenberg in Hessen. Sie liegt unmittelbar an der heutigen Landesgrenze zum benachbarten Bundesland Nordrhein-Westfalen.
Von der Burg, die im Besitz der Herren von Hatzfeld war, bestand direkte Sichtverbindung zur Burg Hatzfeld.
Urkundlich ist die Burg nur zwei Mal zu fassen: 1396 wird Kraft VI. von Hatzfeld vom Kölner Erzbischof zum Burgmann von Hallenberg bestellt und gewährt ihm im Gegenzug das Öffnungsrecht an seinen Anteilen von Burg und Ort Hatzfeld und der Nebenburg Vrundtetrost (Freundetrost).
Am 17. Oktober 1548 wird in ähnlicher Weise in einem Kurkölnischen Lehensprotokoll Jörgen von Hatzfeld mit 24 Gulden als Arnsburger Burglehen bedacht, wiederum gegen Öffnung von Burg und Stadt Hatzfeld sowie der nahe gelegenen Burg Freundetrost